# Folkestone
Folkestone est une ville côtière et portuaire du comté du Kent, dans le sud-est de l'Angleterre. Voisine de Douvres, elle est bordée par la Manche.
Elle est principalement connue pour faire figure de porte d'entrée du Royaume-Uni en abritant l’extrémité anglaise du tunnel sous la Manche.

## Géographie

### Situation
Folkestone est située au bord de la Manche, dans le comté du Kent, dans le sud-est de l'Angleterre. Elle se trouve à 37 km des côtes françaises et du cap Gris-Nez, ce qui fait d'elle l'une des villes anglaises les plus proches de la France.
Elle est située à vol d'oiseau à 11 km au sud-ouest de la ville de Douvres ainsi qu'à 100 km de Londres, 50 km des villes françaises de Boulogne-sur-Mer et Calais et 260 km de Paris.

### Accès et transports
Folkestone est relié à Londres par l'autoroute britannique M20.
Il s'agit d'un important port qui propose de nombreuses traversées de la Manche en ferry vers Calais (et Boulogne-sur-Mer jusqu'au début du XXIe siècle).
Folkestone est la « porte d'entrée » du Royaume-Uni avec le Tunnel sous la Manche inauguré en 1994, qui la met à 35 minutes de Calais.

### Géologie
Contrairement aux falaises blanches de Douvres, les falaises de Folkestone sont constituées de sable vert et d'argile du Gault.

## Histoire

### Époque antique
Des fouilles archéologiques ont permis d'exhumer un cimetière du Ier siècle à Cheriton, à l'ouest de la ville.
Dans les années 1920, un glissement de terrain près de la falaise orientale a mis à nu les vestiges d'une villa romaine. Celle-ci était composée de bains, d'un patio, d'une cuisine, de deux foyers et d'une dalle mosaïquées.

### Moyen Âge
Cependant, le nom de Folkestone-en-Kent n'apparaît qu'au VIIe siècle sous le nom de Folcanstan, ou la pierre de Folca.
Vers l'an 630, le roi Eadbald fit construire un prieuré, pour sa fille Eanswythe, près de la falaise occidentale.
C'était la première congrégation féminine d'Angleterre. Le nom d'Eanswythe s'est par la suite associé à l'église paroissiale Stes Marie et Eanswythe. Ses reliques y seraient conservées.
Les incursions vikings furent fréquentes et dévastatrices pour la région jusqu'au Xe siècle.
L'accession au trône d'Édouard le Confesseur en 1042 ne fut qu'un moindre répit avant les assauts destructeurs du Comte Gavin de Wessex. Ces raids sont expliqués comme une vengeance de ce dernier contre les partisans du roi qui l'avait exilé.
Guillaume le Conquérant commença la prise de l'Angleterre en 1066 par la bataille d'Hastings, près de Folkestone.

### Époque moderne
En 2019, l'architecte et artiste croate Ana Dana Beroš est en résidence à Folkestone. Elle développe le projet, Landing Mirrors, qui relie les personnes vivant de chaque côté de la Manche.

## Personnalités liées
- Charles Maclean, 9e baronnet de Morvern (1798-1883), chef du clan Maclean, y est mort ;
- Jean De Fraine (1914-1966), jésuite belge, y est décédé ;
- Walter Tull (1888-1918)  footballeur professionnel anglais et officier de l'armée britannique ;
- Il s'agit de la ville natale de Noel Redding, bassiste du groupe The Jimi Hendrix Experience.

## Jumelages
- Boulogne-sur-Mer (France)
- Middelbourg (Pays-Bas)
- Etaples (France)